# Wartburg 313

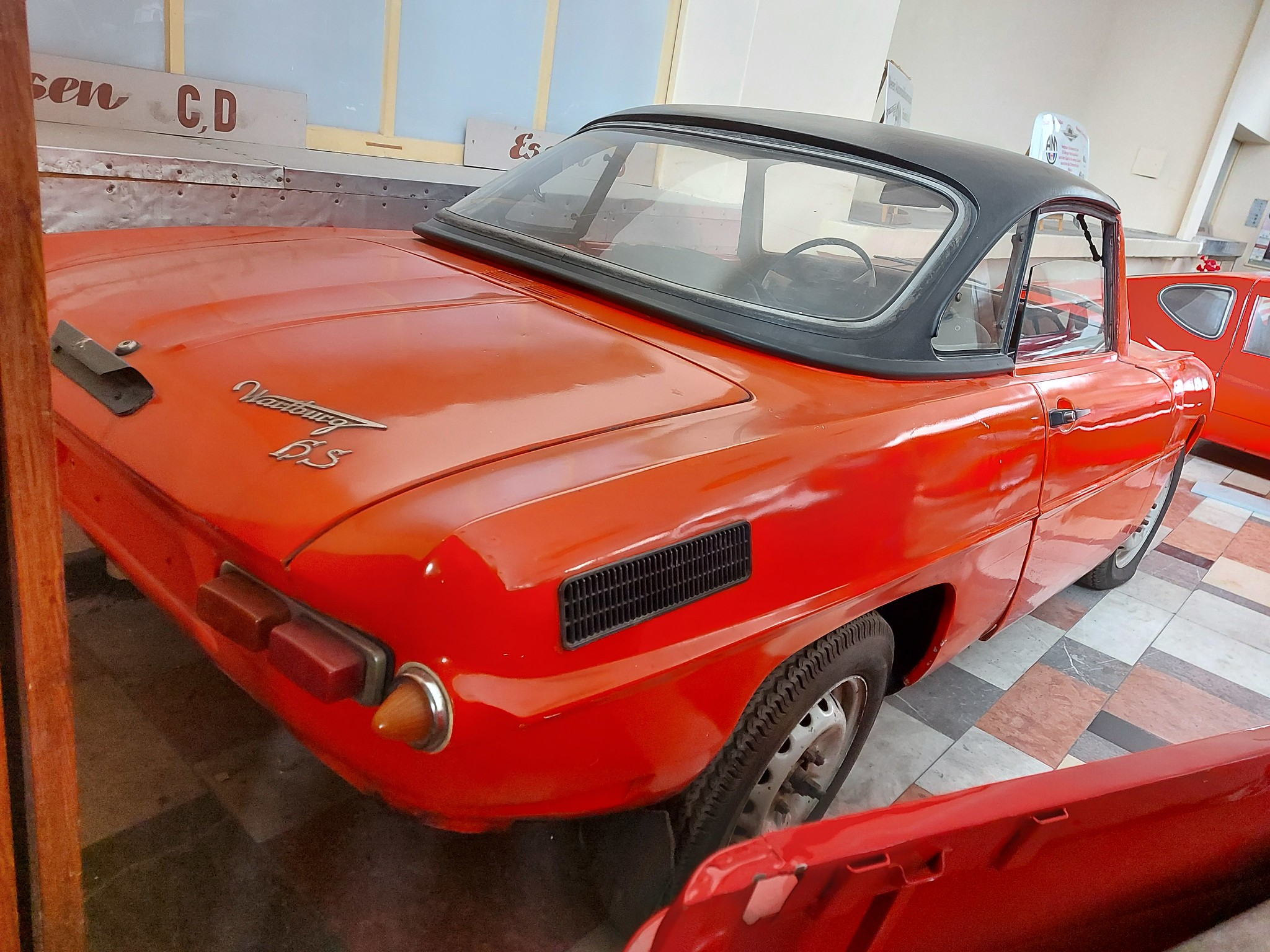
Wartburg 313/2 HS

Der Wartburg Sportwagen, Typ 313/1 war ein PKW des Automobilwerks Eisenach, welcher von 1957 bis 1960 hergestellt wurde. Dieser auch als Wartburg Sport oder auch Wartburg 313/1 bezeichnete 2-sitzige Roadster basierte auf dem Wartburg 311.

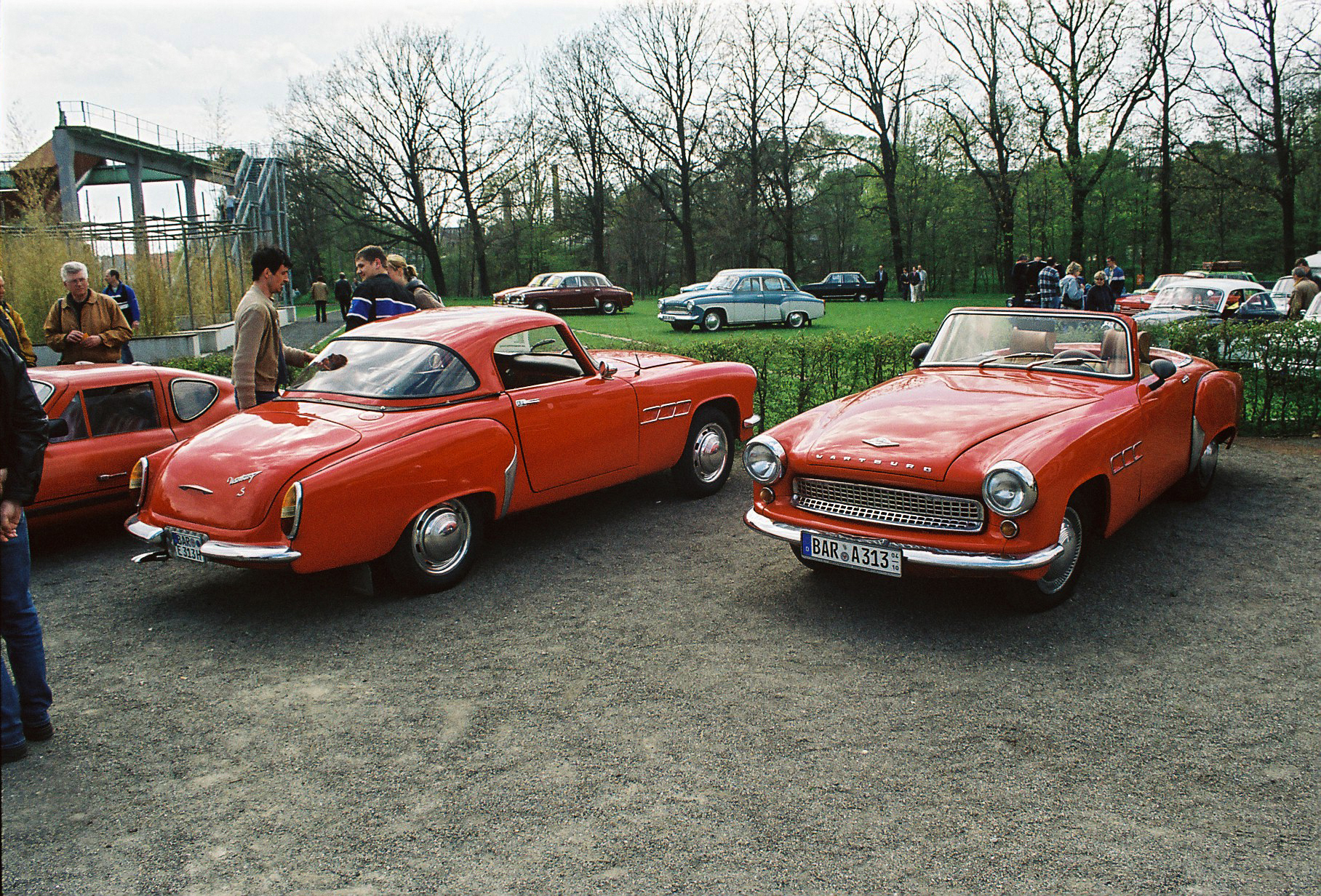
Wartburg 313/1 geschlossen und offen

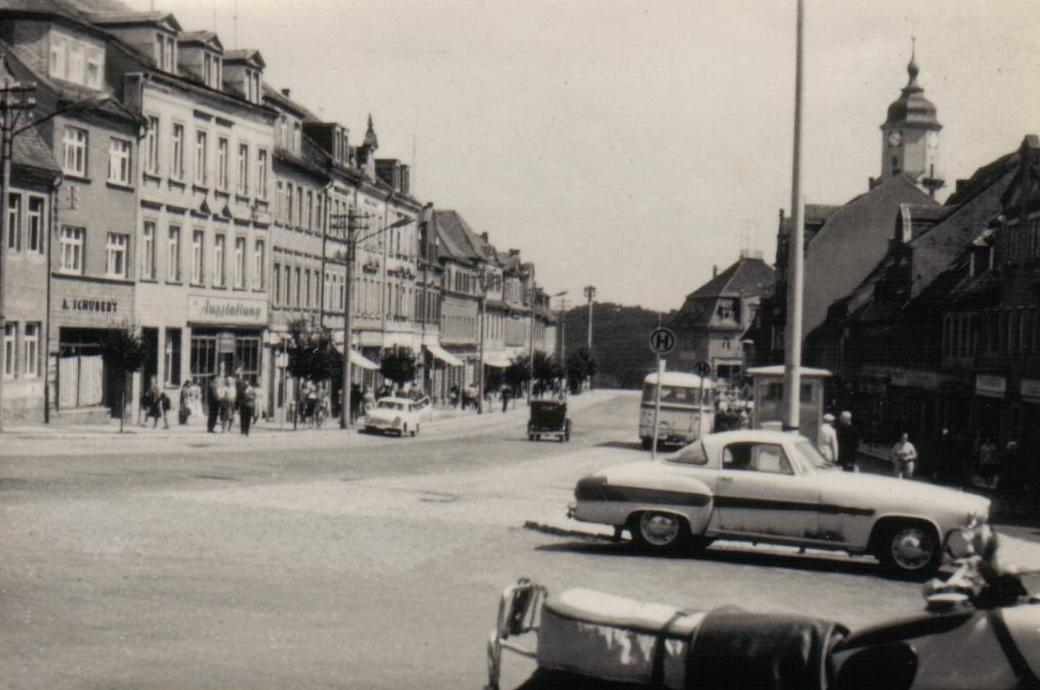
Wartburg 313/1 in Nossen, um 1965

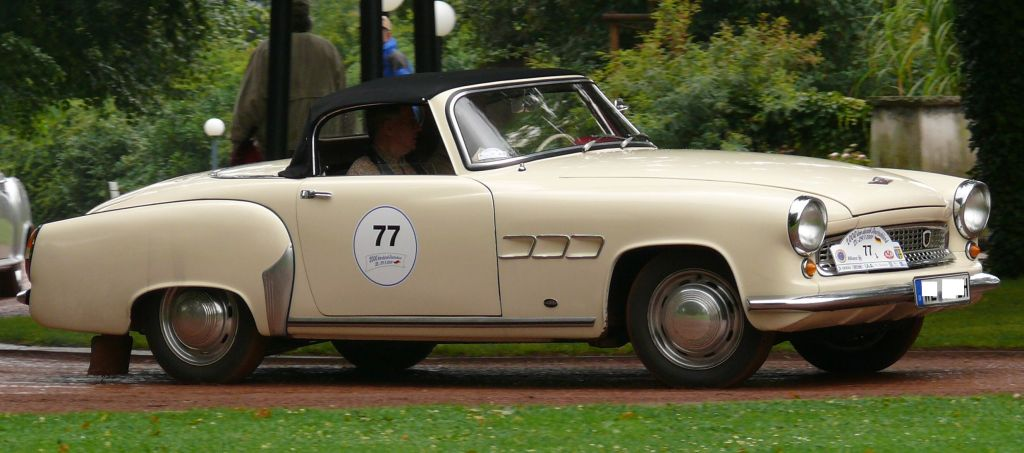
Wartburg 313/1 mit Faltverdeck

Dieser Wartburg mit langer Motorhaube, angedeuteten seitlichen Entlüftungsschlitzen und Volllederausstattung hob sich deutlich vom gewöhnlichen Wartburg 311 ab. Das Äußere des Fahrzeugs erregte Aufsehen. Auf der Imported-Car-Show 1958 in New York wurde der Wartburg 313/1 als „Schönster europäischer Pkw“ prämiert. Prominente Besitzer waren Manfred von Ardenne, Eberhard Cohrs, Otto Grotewohl und Karl-Eduard von Schnitzler. Die Motorleistung wurde von den 37 PS der Wartburg 311 – Standardausführung auf 50 PS bei 4500/min erhöht, womit der Wagen eine Höchstgeschwindigkeit von 140 km/h erreichte. Dazu gehörte immer ein Vierganggetriebe mit synchronisierten Gängen zwei bis vier. Die Leistungssteigerung wurde u. a. durch eine Doppelvergaseranlage und eine von 6,7 : 1 auf 7,9 : 1 erhöhte Verdichtung erreicht. Der Dreizylinder-Zweitaktmotor mit 900 cm³ Hubraum (Bohrung 70 mm, Hub 78 mm) und Thermosiphonkühlung war sonst weitgehend unverändert.
Der Wagen hatte einen Kastenrahmen, unten liegende Dreieckquerlenker vorn und die bereits vor dem Krieg von DKW eingeführte Schwebeachse hinten, vorn und hinten je eine Querblattfeder, hydraulische Teleskopstoßdämpfer sowie Trommelbremsen an allen vier Rädern.
Der Wartburg 313/1 markiert den Höhepunkt möglicher Variantenvielfalt im damaligen Fahrzeugangebot des Herstellers. Er wurde stets mit abnehmbarem Hardtop aus Stahlblech ausgeführt, ab 1958 war zusätzlich ein Faltverdeck lieferbar. Der Sportwagen war serienmäßig ein echter Zweisitzer. Umbauten auf 2+2-Sitzer sind bekannt, aber selten. Hergestellt wurde das Fahrzeug zunächst in Eisenach (1957/1958), im Jahr 1959 im Karosseriewerk Dresden und 1960 wieder im Eisenacher Stammwerk. Insgesamt wurden 469 Einheiten produziert, 143 gingen in den Export, acht Exemplare sogar in die USA. Der Neupreis betrug 19.800 Mark (Ost)/9.620 Deutsche Mark (West), 1959 wurde der DM-West-Preis auf 8.625 DM gesenkt.

## Wartburg 313/2 HS
1961 wurde in Eisenach intern ein möglicher Nachfolger für den Wartburg 313/1 vorgestellt. Die Arbeiten an diesem Fahrzeug begannen bereits 1959. Die Prototypen entstanden im Zusammenhang mit den Arbeiten am P100-Prototyp. Während es sich beim P100 um eine Zusammenarbeit zwischen dem Automobilwerk Eisenach in Eisenach und dem VEB „Sachsenring“ in Zwickau handelte, entstand die Wartburg 313/2 HS Prototypen ausschließlich in Eisenach. Wie der Wartburg 313/1 waren dies auch Sportwagen mit abnehmbarem Hardtop. Zu den Vorgaben der Entwicklung gehörte, dass diese Fahrzeuge 60 PS leisten sollten, bei einem Gewicht von maximal 850 kg. Als Motorisierung waren Dreizylinder-Zweitakter mit 992 cm³ und einer Leistung von 60 PS vorgesehen. Parallel war der Einsatz eines in Eisenach entwickelten wassergekühlten Boxermotors mit 1088-cm³ Hubraum in Aussicht gestellt worden. Beide Motoren sollten in einer Art Unterfluranordnung vor der Hinterachse eingebaut werden. Das Konzept erwies sich als technisch nicht tragfähig. Zudem wurden die Arbeiten am P100-Prototyp eingestellt. Einer der drei Prototypen des Typs 313/2 befindet sich in der Sammlung der AWE-Stiftung in Eisenach.

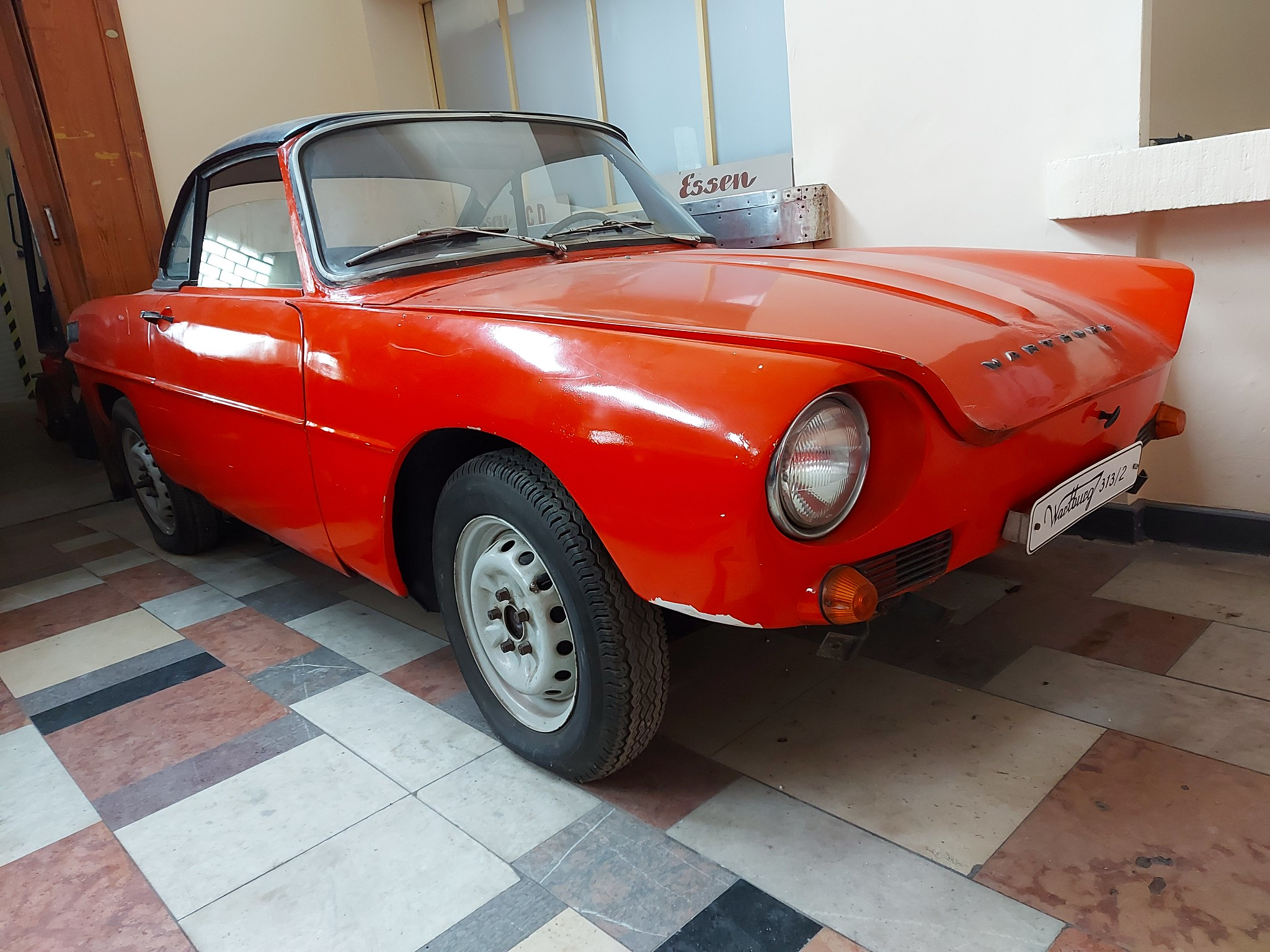
Wartburg 313/2 HS – einer der drei Prototypen